# HH 111
HH 111 — объект Хербига — Аро в тёмном облаке L1617 молекулярного комплекса в Орионе в созвездии Ориона. Является прототипом источников астрофизических джетов с высокой степенью коллимации. Проявляет признаки наличия нескольких ударных волн, в длину достигает 2,6 световых лет (0,8 парсека).
HH 111 находится на расстоянии около 1300 световых лет (400 парсеков) от Солнца. Центральный источник носит название IRAS 05491+0247. Источник управляет активностью джетов и является протозвездой I класса со светимостью около 25 светимостей Солнца. Протозвезда погружена в ядро газового облака массой около 30 масс Солнца. Динамический возраст комплекса составляет всего 800 лет. Вблизи центрального источника обнаружен объект из аммиака NH3-S, являющийся беззвёздным ядром с турбулентной внутренней областью.
Джеты движутся со скоростью около 300—600 км/с и состоят из смещённого в синюю часть спектра компонента, яркого в оптическом диапазоне, и более слабого противонаправленного джета, смещённого в красную часть спектра. Вторая пара биполярных джетов, названная HH 121, была открыта в ближней инфракрасный части спектра, эти джеты направлены под углом 61° относительно пары HH 111. Наличие двойной системы джетов считают доказательством существования системы с несколькими протозвёздами.

## Галерея

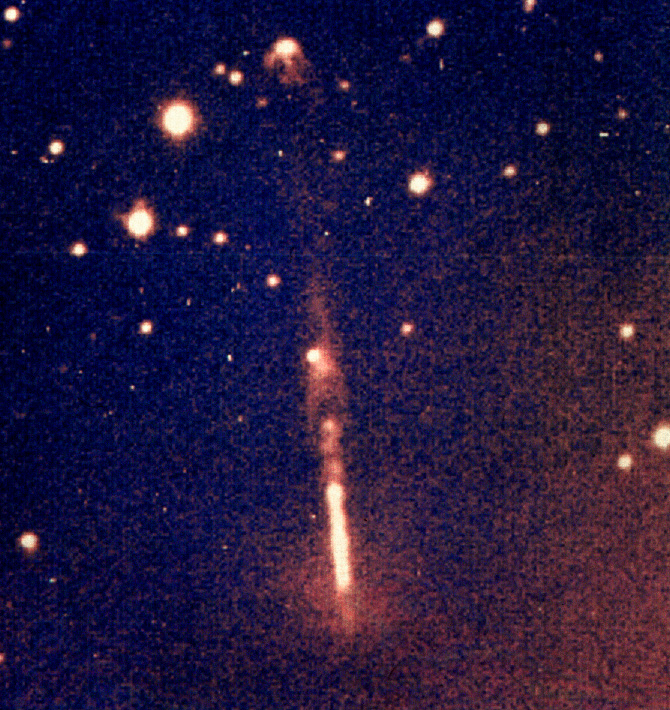
Яркий смещённый в синюю часть спектра джет HH 111, наблюдавший с на земным телескопом NTT
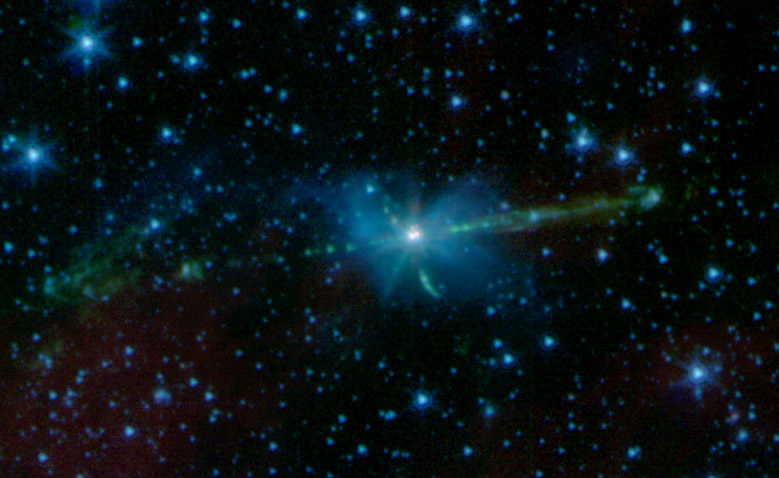
HH 111, наблюдавшийся телескопом Спитцер в инфракрасной части спектра. Также виден объект HH 121
Анимация объекта HH 111 (изображение с телескопа Хаббл), показывающая движение джета и ударной волны.